# Sankt Petri Kirke
 For alternative betydninger, se Sankt Petri Kirke (flertydig). (Se også artikler, som begynder med Sankt Petri Kirke)
Sankt Petri Kirke er en tysksproget evangelisk-luthersk kirke midt i København. Kirken er den ældste bevarede i Københavns indre by. Tårnet, midterskibet og koret stammer fra det 15. århundrede. Kirkens danske navn er Sankt Peders kirke, den ligger på hjørnet af Nørregade og Sankt Peders Stræde i Latinerkvarteret.

## Historie
Kirken, som var en af de fire katolske sognekirker, blev i år 1585 af kong Frederik II overdraget til den tysksprogede menighed i hovedstaden. Menigheden var sandsynligvis blevet grundlagt ti år tidligere. Kirken var et samlingspunkt for Københavns politiske, økonomiske, kulturelle og militære elite, der ligesom hoffet først og fremmest benyttede sig af det tyske sprog. I gravkapellerne ligger der mange kendte personer, som f.eks. Ernst Henrich Berling og (muligvis) Johan Friedrich Struensee.
Treårskrigen 1848-1850 afspejlede den tiltagende spænding mellem danskere og tyskere, der var opstået i de forudgående årtier, og kirken mistede sin særlige betydning: både medlemmer, anseelse og økonomisk styrke.

## Arkitektur
I middelalderen var den en af Københavns fire sognekirker, og er i dag den eneste tilbageværende af hovedstadens kirker med synlige middelalderdele af betydning. Den var viet til Sankt Peter og nævnes første gang i 1304, hvor i et testamente præsten Hinze Bagge skænkede en halv mark til præsten ved Skt. Peders kirke og 2 øre til degnen .
Formodentlig er kirken grundlagt i 1200-tallet. Den første kirke brændte allerede 2. juli 1386 med sine to kirkeklokker, men blev kort efter genopført. De ældste dele af den nuværende kirkebygning er fra midten af 1400-tallet. Langhuset med tresidet afslutning indeholder dele af denne kirke, mens tårnets nederste afsnit er fra ca. 1500. Efter reformationen blev sognet nedlagt; kirken overgik til kronen, og bygningen blev benyttet som kongens gjethus, dvs. kanon- og klokkestøberi. I 1585 overlod han så kirken til byens store tyske menighed, som i det forudgående tiår havde været henvist til den tidligere Sankt Clara klosterkirke ved Møntergade.
Sankt Petri blev derpå istandsat ved bygmesteren Hans van Steenwinckel den ældre, der fuldførte det påbegyndte tårn med en overetage med blændingsgavle, der imidlertid blev erstattet med et spir i 1600-tallet.
I løbet af samme århundrede blev kirken udvidet i to omgange. Christian 4. skabte med tilføjelsen af et nordre sideskib (hvor orgelet er placeret i dag) i 1631 og et søndre sideskib (hvor hovedindgangen er i dag) i 1634 den korskirke, som igen i dag danner rammen om gudstjenesten. Kun 60 år senere var denne bygning for lille til menigheden, og under Christian V blev endnu et nordre sideskib bygget til.
Under Københavns brand 1728 brændte kirken, hvorved interiøret gik til grunde, men kirkens mure stod tilbage, og bygmester J. C. Krieger kunne derfor genopføre gudshuset. 1731 opsattes en rigt udhugget barokportal af billedhuggeren Diderik Gercken omkring hovedindgangen i søndre korsarm. Samme år blev kirken genindviet. Tårnet fik et lavt lanternespir, som i 1756-57 blev erstattet med det nuværende rokokospir tegnet af tømrermester Boye Junge. Spiret overlevede Københavns bombardement 1807, som kirken slap nådigt fra. Istandsættelsen af Sankt Petri efter angrebet blev påbegyndt i 1815 under ledelse af J. A. Meyer og blev afsluttet året efter.
I årene 1865-66 gennemgik kirken en indre omdannelse ved arkitekt H. C. Stilling, der gav interiøret en atmosfære af nygotisk stil. I 1898 fik korets to vinduer desuden indsat glasmosaikruder af C.N. Overgaard, og i 1918-20 indsattes yderligere glasmosaikruder i fjorten vinduer af Otto Linnemann fra Frankfurt am Main. Ruderne gav kirkerummet et dunkelt præg.
1994-2000 blev kirken restaureret af professor Hans Munk Hansen for daværende Slots- og Ejendomsstyrelsen (i dag Styrelsen for Slotte & Kulturejendomme), hvorved Stillings interiør forsvandt. For at lysne rummet blev glasmosaikkerne taget ud og opbevares nu i kirkens arkiv.
Til genindvielsen i 1731 skænkede gehejmeråd Carl Adolph von Plessen Hendrik Krocks maleri, Kristus på Oliebjerget til kirken som altertavle. Dens ramme er skåret af Friedrich Ehbisch. I kirkerummet findes også malerier af Himmelfarten (fra 1732) og af reformatorerne.
Den nuværende altertavle er et maleri af J. L. Lund skænket af Vestindisk Kompagni i 1819. Rammen er tegnet af J. A. Meyer, der også er mester for den samtidige prædikestol. Døbefonten i bronze er udført i 1830.

## Gravkapellerne
I 1805 blev begravelser af hygiejniske grunde forbudt i kirkebygninger, men i Sankt Petri Kirkes gravkapeller er de fortsat tilladte. De foregår nu som urnebisættelser i et dertil bestemt kolumbarium. Kirkens gravkapeller er en stor, nøgleformet tilbygning nordvest for kirken. Gravkapellerne rummer mange gravminder over tyske og danske slægter. Her er begravet bl.a.:
- Johann Gottfried Becker
- Charlotte Dorothea Biehl
- Conrad Biermann von Ehrenschild
- Christian Brandt
- Peter Brandt og Abigael Marie Brandt, født von Stöcken
- Robert Colnet
- Peter Cramer
- Friederich Ehbisch
- Valentin von Eickstedt
- Christoffer Gabel
- Friedrich Carl von Gram
- Christian Gyldenløve (flyttet hertil 1734 fra Vor Frue Kirke)
- Wolfgang Haffner
- Nicolaj Helt
- Catharine Marie von Holstein
- Hans Friedrich von Holstein
- Johan Georg Holstein
- Albrecht Itzen
- Johan Boye Junge
- Kristian Kongstad
- Abraham Lehn
- Christian Lente
- Theodor Lente
- Niels Banner Matthisen
- Reinhold Meier
- Wigand Michelbecker
- Gerhard Morell
- Carl von Müller
- Otto Frederik Müller
- Bernhard Møllmann
- Christian Nerger
- Abraham Pelt
- Christian Siegfried von Plessen
- Carl Adolph von Plessen
- Marcus Gerhard Rosencrone
- Ernst Schimmelmann
- Johan Sigismund Schulin
- Henrik Stampe
- muligvis Johann Friedrich Struensee (siden 1920'erne)
- Sir Walter Titley, britisk ambassadør i Danmark
- Lorenz Tuxen
- Hans von Voscamp
- Georg Wilhelm Wahl
- Jørgen Walter
- Andreas Weyse
- Daniel Benjamin Weyse
- Just Wiedewelt

## Kirkegården
På kirkegården (urtegården) uden for ligger bl.a.:
- Ernst Henrich Berling
- Christian van Bracht
- Johan van Bracht
- Frederik Christian van Bracht
- Constantin Brun
- Friederike Brun
- Johannes Gottlieb de Bötticher
- Nicolai Eigtved
- Christian Ulrik Foltmar
- Heinrich Egidius Gercken
- Jonas Haas
- Johann Christopher Heimbrod
- Johann Friedrich Hännel
- Juliane Marie Jessen
- Martin Lehmann
- Ernst Heinrich Løffler
- Balthasar Münter
- Friederich Münter
- Carl Probsthayn
- Johan Henrich Schønheyder
- Johan Martin Schønheyder
- Johan Adam Sturmberg
- Johan Christopher Sturmberg
- Martin Zumpe

## Kirken i dag
I dag ejes kirken af Slots- og Kulturstyrelsen, en styrelse under Kulturministeriet. Menigheden har i dag >900 medlemmer. Sammen med Sankt Petri Skolen og Sankt Petri Kulturcentrum udgør den et centrum for tysk kultur i København.
Kirken er en del af Folkekirken.

## Kuriosa og trivia
Forfatterinden Friederike Brun (1765–1835) fortæller i sine erindringer fra 1824, Wahrheit aus Morgenträumen, at hun som barn legede med et barnelig, der ikke var gået i opløsning og befandt sig i en gravkælder (Gruft) under gulvet af gravkapellerne. Hendes beretning - efter ca. 50 år – er noget selvmodsigende og passer ikke helt til stedets topografi. Brun var datter af kirkens præst Balthasar Münter. Historien kendes ikke fra andre kilder, men det er korrekt, at der i Sankt Petri var mange gravkældre, hvor de døde bevaredes, både under selve kirken og i gravkapellerne. I de grundlæggende undersøgelser om kirkens bygningshistorie nævnes denne detalje ikke. I 1937 blev en af de store hvælvinger under kirken ryddet for her at indrette en urnehal, Albert Fabritius beskriver hvorledes kisterne var blevet anbragt i stilladser eller sidenhen stablet oven på hinanden.

## Ekstern henvisning
- Wikimedia Commons har flere filer relateret til Sankt Petri Kirke
- Sankt Petri Kirke – officiel website
- Sankt Petri Kirke hos danmarkskirker.natmus.dk (Danmarks Kirker, Nationalmuseet)

55°40′47.8″N 12°34′14.2″Ø / 55.679944°N 12.570611°Ø